# Relativitat general

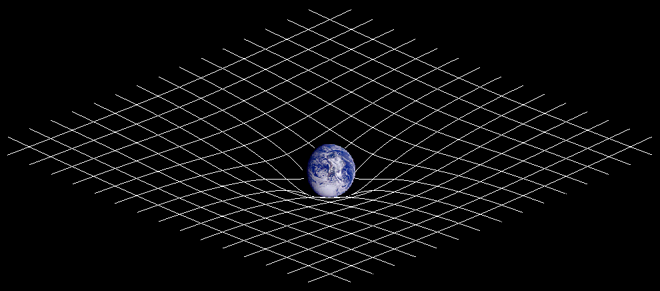
Representació bidimensional de la distorsió espaitemps. La presència de matèria modifica la geometria de l'espaitemps.

La relativitat general, també coneguda com a teoria de la relativitat general, és una teoria geomètrica de la gravitació publicada per Albert Einstein el 1915 com a segona part de la seva teoria de la relativitat. Actualment s'accepta com la teoria que descriu la gravitació en física moderna. La relativitat general generalitza i unifica la relativitat especial i la llei de la gravitació universal d'Isaac Newton i proveeix una descripció unificada de la gravetat com una propietat geomètrica de l'espai i el temps, o l'espaitemps. Concretament, la curvatura de l'espaitemps està directament relacionada amb l'energia i la quantitat de moviment de qualsevol matèria i radiació que hi hagi presents. Les equacions de camp d'Einstein, un sistema d'equacions diferencials parcials, especifiquen aquesta relació.
Algunes prediccions de la relativitat general difereixen significativament de les de la física clàssica, especialment les que involucren el pas del temps, la geometria de l'espai, el moviment dels cossos en caiguda lliure i la propagació de la llum. Alguns exemples d'aquestes diferències inclouen la dilatació gravitacional del temps, les lents gravitatòries, el desplaçament cap al roig degut a la gravitació i l'efecte Shapiro. Les prediccions de la relativitat general s'han complert en totes les observacions i experiments fins a l'actualitat. Encara que la relativitat general no és l'única teoria relativista de la gravetat, és la teoria més senzilla consistent amb les dades experimentals. Tanmateix hi segueix havent preguntes sense resposta, la més important de les quals sent com es pot reconciliar la relativitat general amb les lleis de la física quàntica per produir una teoria completa de la gravetat quàntica.
La teoria d'Einstein té implicacions astrofísiques importants. Per exemple, implica l'existència dels forats negres (regions de l'espai en què l'espai i el temps estan distorsionats de tal manera que res, ni la llum, en pot escapar) com a estat final dels estels massius. Hi ha moltes proves que la radiació intensa emesa per certs tipus d'objectes astronòmics es deu als forats negres; per exemple, els microquàsars i les galàxies actives provenen de la presència de forats negres estel·lars i dels forats negres d'un tipus més massiu, respectivament. La deformació de la llum per part de la gravetat produeix lents gravitatòries, que poden fer que múltiples imatges del mateix objecte astronòmic distant es vegin al cel. La relativitat general també preveu l'existència d'ones gravitatòries, que s'han observat indirectament; alguns projectes com el LIGO i la Laser Interferometer Space Antenna de la NASA/ESA pretenen mesurar-la directament. A més, la relativitat general és la base dels models cosmològics actuals d'un univers en expansió.
L'equació de camp d'Einstein en la seva forma més compacta és:
| {\displaystyle G_{\mu \nu }\ =\ 8\pi \ T_{\mu \nu }} |

on
{\displaystyle G_{\mu \nu }\,} és el tensor de curvatura d'Einstein, que es forma a partir de les derivadas segones del tensor mètric {\displaystyle g_{\mu \nu }\,}
{\displaystyle T_{\mu \nu }\,} és el tensor d'energia-moment.
El factor {\displaystyle 8\pi } és simplement una normalització necessària per obtenir el límit newtonià correcte.
L'equació tensorial d'Einstein seria equivalent a un sistema de 10 equacions escalars independents. Aquesta equació indica que la curvatura de l'espaitemps en qualsevol lloc de l'Univers (terme esquerre de l'equació) ha de ser igual a la distribució tant de la matèria com de l'energia en aquesta part de l'Univers (terme dret de l'equació).

## Generalitats

### Necessitat d'una teoria relativista de la gravitació
La teoria de la gravitació proposada per Newton al segle xviii es basa a la noció de força de gravitació actuant segons el principi d'acció a distància. Aquest caràcter instantani és incompatible amb la teoria de la relativitat especial proposada per Einstein el 1905. En efecte, segons aquesta darrera, cap informació no es pot propagar més ràpidament que la velocitat de la llum al buit. D'altra banda, el principi d'acció a distància reposa sobre el de la simultaneïtat de dos esdeveniments : la força que el Sol exerceix sobre la Terra en un instant concret és determinada per les seves propietats en « aquell instant», independentment de la distància que els separa. La relativitat especial estipula que el concepte de simultaneïtat de dos esdeveniments no està definit: la proposició precedent és incompatible amb la relativitat especial, suposant-se universal. Aquesta contradicció va portar a Einstein a desenvolupar una teoria de la gravitació que fos compatible amb la relativitat especial. El resultat de la seva recerca és la teoria de la relativitat general.

### La geometria no euclidiana
La descripció geomètrica de la teoria física que fa Einstein té els seus orígens als avenços de la geometria no euclidiana, resultat de les diferents temptatives que al llarg dels segles van intentar de demostrar el cinquè postulat d'Euclides, que afirma que: per un punt exterior a una recta r, només és possible de dibuixar una única paral·lela a r.
Aquests esforços van concloure al segle xix amb el descobriment pels matemàtics Nicolaï Ivanovitch Lobatchevsky, János Bolyai i Carl Friedrich Gauss que aquell postulat podia ser substituït per un altre (moltes possibles paral·leles, o cap paral·lela), i, per tant, no era més que un axioma arbitrari. Cap d'aquestes noves geometries no és més certa que la d'Euclides: simplement es tracta d'eines conceptuals diferents que poden servir de suport per a usos també diferents. La superfície d'una esfera, per exemple, pot ser considerada de manera indiferent com la superfície d'un objecte dins d'un espai euclidià de tres dimensions o dins d'un espai no euclidià particular de dues dimensions, la segona representació pot resultar més còmoda en certs casos.
Per il·lustrar que l'univers es caracteritza per una geometria d'aquest tipus podrien portar a terme una experiència com aquesta: si un físic sosté un bastó verticalment i a una certa distància un cartògraf mesura la seva longitud per mitjà d'una tècnica de triangulació basada en la geometria euclidiana, res no pot garantir que n'obtindrà el mateix resultat que si el físic porta el bastó i el mesura directament.
La generalització d'aquests resultats, denominats geometria no euclidiana, va ser realitzada per Bernhard Riemann, un deixeble de Gauss, però va ser considerada com una simple curiositat matemàtica fins que Einstein va utilitzar els treballs del seu professor Hermann Minkowski (que utilitzava nombres complexos per obtenir espais no euclidians fàcils d'utilitzar en geometria analítica i que el 1907 va expressar la transformació de Lorentz amb una descripció d'aquest tipus) per desenvolupar la seva teoria de la relativitat general.

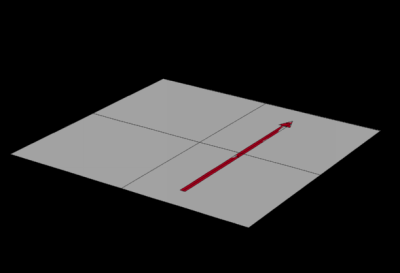
Espai pla

## De la relativitat de Galileu a la relativitat especial
- Al segle xvi Galileu va afirmar i explicar que les lleis de la física són les mateixes per a diferents observadors situats en sistemes de referència en moviment rectilini i uniforme els uns respecte dels altres. Aquest és el principi de relativitat de Galileu.

- També s'utilitza el sumatori de les velocitats que té com a conseqüència que no sigui important la velocitat a la que s'arribi: només és una qüestió de mitjà. En poques paraules: si una pilota roda a 10 km/h dins d'un tren en el sentit de la marxa, i el tren va a 100 km/h en relació al terra, llavors la pilota va a 110 km/h respecte del terra.

- Al segle xix el físic escocès James Clerk Maxwell va formular un conjunt d'equacions, les equacions del camp electromagnètic, que van conduir a predir la propagació de les ones electromagnètiques a velocitat

{\displaystyle c={\frac {1}{\sqrt {\varepsilon _{0}\mu _{0}}}}}
dins d'un medi electroestàtic de constant {\displaystyle \epsilon _{0}} i magnetoestàtic de constant {\displaystyle \mu _{0}}. Aquesta velocitat extraordinàriament gran, fins i tot en un medi enrarit com l'aire tindria el mateix valor que la velocitat de propagació de la llum. Maxwell va proposar que la llum no era altra cosa que una ona electromagnètica.
- Les teories corpusculars de la llum semblaven compatibles amb el principi de relativitat de Galileu mentre que la teoria de Maxwell es postulava en favor de l'existència de l'èter lumínic considerat per Huygens. Mesurar la velocitat del sistema solar amb relació a aquell medi elàstic fou l'objectiu dels experiments d'interferometria que van fer Albert Abraham Michelson i Edward Morley entre 1881 i 1887. Els seus treballs van demostrar que el vent aparent d'èter era nul, en qualsevol època de l'any. Suposar que l'èter era enganxat permanentment a la terra hauria estat un replantejament molt important del principi de relativitat de Galileu. D'altra banda, l'èter presentava l'inconvenient de ser al mateix temps intocable i molt "rígid" atès que era capaç de propagar les ones a una velocitat extraordinària.

- Va fer falta esperar el 1905 per tal que Einstein tornés a posar en dubte de manera radical la noció de l'èter, portés a l'extrem el principi de relativitat de Galileu en postular que les equacions de Maxwell obeïen a aquest principi, i tragués conseqüències revolucionàries en un article cèlebre: De l'electrodinàmica dels cossos en moviment.[4]

És el naixement de la relativitat especial:
- Es conserva el principi de relativitat de Galileu.

- La invariància de les equacions de Maxwell comporta de manera immediata la constància de la velocitat de la llum c a tots els sistemes de referència galileans: el sumatori de les velocitats ja no és possible i la velocitat de la llum només és assolible per la llum.

- Les mesures de longitud, d'interval de temps, (i de velocitat) no són les mateixes sinó que depenen del sistema de referència de l'observador: la mesura de la longitud del vagó dona resultats diferents segons l'observador sigui dins del vagó o que sigui fora i immòbil a terra (però no és el cas de l'amplada del vagó, una longitud perpendicular a la velocitat); el mateix per al pas del temps; el camp elèctric esdevé magnètic i a la inversa. Totes aquestes transformacions de sistemes de coordenades del continu espaitemps i del camp electromagnètic van ser formalitzats a la transformació de Lorentz (paradoxalment creada per tal de defensar l'existència de l'èter per Hendrik Antoon Lorentz i Henri Poincaré).

- La noció de temps absolut desapareix: dos grups de dos rellotges perfectament sincronitzats immòbils a un sistema de referència galileà, i altres dos també perfectament sincronitzats a un altre sistema de referència galileà presentaran defectes de sincronització respecte a l'altre.

- En escriure l'expressió de l'energia cinètica d'un cos de massa m de la manera més simple possible i respectant el principi de relativitat, Einstein va fer aparèixer una energia en repòs {\displaystyle E=mc^{2}} el sentit d'aquesta energia no tindria grans conseqüències fins que trenta anys més tard Lise Meitner va comprendre l'origen de l'energia de la fissió nuclear.

## De la relativitat especial a la relativitat general
La relativitat especial (1905) modificava les equacions utilitzades per comparar les mesures de longitud i de duració fetes des de diferents sistemes de referència en moviment relatiu respecte a ells: això va tenir com a conseqüència que la física ja no podia tractar el temps i l'espai separadament, sinó com un espai de quatre dimensions, l'espaitemps de Hermann Minkowski.
En efecte, en cas de moviments a velocitats properes a c (la velocitat de la llum al buit), el temps i l'espai s'alteren de manera vinculada, de manera semblant com en geometria analítica s'alteren, de manera vinculada, les coordenades d'un punt quan es giren els eixos de referència.
Per exemple, en geometria euclidiana la distància Δl entre dos punts de coordenades (x,y,z) i (x',y',z') verifica (Δl)²= (Δx)²+(Δy)²+(Δz)² (amb Δx=x'-x, etc.), però a l'espai de Minkowski dos punts són referenciats per les coordenades (t,x,y,z) i (t',x',y',z'), on t i t' són les coordenades de temps, i la "distància" Δl entre els punts verifica (Δl)²= (c.Δt)²-(Δx)²-(Δy)²-(Δz)². Aquest càlcul dona una "distància" nul·la entre dos punts de la trajectòria d'un raig de llum, també dona totes les mesures de longitud físiques, dels intervals de temps i de les velocitats en relativitat especial que sempre generen sorpresa.
L'espaitemps de Minkowski és tanmateix de curvatura nul·la (això vol dir que és pla) i se'l qualifica d'espai pseudo euclidià.
Un espai com aquest devia ser per Einstein un espai sense gravetat (i sense acceleració per a l'observador). La gravitació newtoniana es propagava instantàniament i no era compatible amb ell, per tant, Einstein va haver de buscar una nova teoria de la gravitació.
- Einstein va admetre la igualtat entre la massa gravitatòria i la massa inercial com a hipòtesi, la famosa equació E=mc² autoritzava a utilitzar l'energia total d'un cos en comptes de la seva massa. Això es farà gràcies a una eina matemàtica anomenada tensor d'energia.

- Expert en experiències teòriques, va imaginar un disc en rotació vist per un observador situat al seu centre i girant amb ell: com per Huygens, hi ha una força centrífuga al perímetre que és percebuda com una força gravitacional (atès per hipòtesi la massa gravitatòria i la massa inert són idèntiques). A més, en voler quedar dins de la relativitat especial, va concloure que l'observador devia constatar la reducció del perímetre però no del raig: això no és possible dins d'un espai pla. La conclusió seria que la gravitació obliga a utilitzar una geometria no euclidiana.

- Einstein va imaginar un observador tancat dins d'un ascensor amb les parets opaques, sotmès a una pujada a acceleració constant: per la persona seria impossible de saber si hi ha una acceleració constant o una atracció gravitacional (atès que per hipòtesi la massa gravitatòria i la massa inert són idèntiques). La conclusió seria l'equivalència local entre el moviment accelerat i la gravitació, i que s'hauria de trobar a les equacions diferencials de la nova teoria. Es tracta del principi d'equivalència.

- Finalment, Einstein volia trobar una expressió de les lleis de la natura (a la seva època: dinàmica, gravitació i electromagnetisme) que no canviessin en funció del sistema de referència (accelerat, galileà, etc.): es tracta de la relativitat galileana generalitzada a tots els punts de referència (covariança).

- Essent la major dificultat posar aquells principis en forma matemàtica, Einstein en va discutir amb David Hilbert, que era el principal matemàtic de l'escola alemanya de l'època. Aquest fet va originar posteriorment certa controvèrsia sobre la paternitat d'alguns aspectes de la formulació matemàtica de la relativitat general.

La relativitat general afegeix a la relativitat especial la possibilitat que la presència de matèria podria deformar localment l'espaitemps, de manera que les trajectòries geodèsiques (les de longitud mínima) a través de l'espaitemps tenen propietats de curvatura.

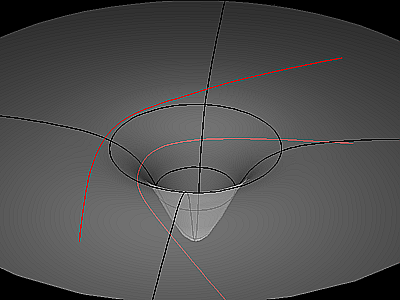
Trajectòries geodèsiques

El càlcul de la "distància" dins d'aquest espaitemps corbat és més complicat que en la relativitat especial, de fet, la fórmula de la "distància" va ser creada per la curvatura i viceversa.
Les geodèsiques són les trajectòries que verifiquen el Principi de mínima acció i són seguides per les partícules de prova (això vol dir que la influència sobre el camp de gravitació dins del qual es desplacen és negligible, és el cas, per exemple, d'un satèl·lit artificial entorn de la Terra o el d'un fotó passant al costat del Sol, però no el d'una estrella orbitant entorn d'una altra formant un sistema binari oscil·lant). Per tant, les geodèsiques tenen una gran importància pràctica per a la comprensió intuïtiva d'un espai corbat.

## Conseqüències teòriques i observacions
- Einstein va calcular immediatament (1915) la desviació de la posició aparent de les estrelles a causa del Sol: el 29 de maig del 1919 Sir Arthur Eddington va fer unes mesures aprofitant un eclipsi solar, i malgrat algunes imprecisions va ser la primera confirmació de la teoria.
- Aquesta teoria preveu una lenta desviació de l'el·lipsi de revolució de Mercuri que concorda amb les observacions.
- La força gravitatòria d'un planeta hauria de contreure les longituds observades des d'una posició llunyana. A hores d'ara això no ha pogut ser observat directament.
- La gravitació hauria d'alentir el temps, modificant les freqüències i les longituds d'ona de les radiacions emeses: es pot citar l'experiment Pound-Rebka del 1959 a la Universitat Harvard que va permetre detectar un canvi de 22,5 m de la longitud d'ona d'una font monocromàtica de cobalt.
- Karl Schwarzschild va trobar el 1916 una solució exacta a les equacions de la gravitació i va demostrar que podien existir les condicions on podria aparèixer un fenomen de forat negre. L'astronomia ha observat fenòmens similars.
- En determinades condicions, les ones gravitatòries discretes s'haurien de propagar a l'espai. L'observatori VIRGO, un projecte patrocinat per Itàlia i per França, intenta detectar-les.
- Una altra conseqüència pràctica de la relativitat general: els rellotges atòmics en òrbita al voltant de la Terra que pertanyen al Sistema de posicionament global o GPS (Global Positioning System) necessiten correccions a causa de l'alentiment degut a la gravetat terrestre.
- Com a resum de la teoria es pot explicar el que Einstein va dir a uns periodistes: "Imagineu que podeu mirar lluny, molt lluny davant vostre, i que teniu molt bona vista, una vista extraordinàriament bona, llavors arribaríeu a veure ... la vostra esquena".

## Resum de la teoria

### Sistemes de referència
La idea central de la relativitat és que no podem parlar de valors referits a la velocitat o l'acceleració sense haver escollit prèviament un sistema de referència, definit a un punt determinat. Llavors qualsevol moviment serà descrit relativament al sistema de referència escollit.
La relativitat especial postula que aquest sistema de referència es pot estendre indefinidament per l'espai i el temps. Però només tracta el cas dels sistemes de referència inercials, aquells que tenen un moviment a velocitat constat i sense canvi de direcció.
La relativitat general tracta tant els sistemes de referència accelerats (en el sentit vectorial) com els inercials. S'admet que només es pot definir un sistema de referència local amb una precisió donada sobre un temps finit i dins d'una regió finita de l'espai (de la mateixa manera, a causa de la curvatura de la superfície terrestre, només és possible de dibuixar un mapa sense distorsions d'una regió limitada).
En relativitat general les lleis de Newton només són unes aproximacions vàlides a un sistema de referència local inercial. En particular, la trajectòria de les partícules lliures com els fotons és una línia recta dins d'un sistema de referència local inercial. Quan aquestes línies s'estenen més enllà del sistema de referència local, ja no són rectes i són conegudes amb el nom de geodèsiques. Cal reemplaçar la primera llei de Newton per la llei del moviment geodèsic.
La trajectòria d'un fotó és, per exemple, una geodèsica de longitud nul·la: la part positiva del quadrat d'aquesta longitud (x²+y²+z²) és, en efecte, igual a la seva part negativa (-c²t²).
Reprenent el tema del sistema de referència inercial, podem diferenciar els sistemes de referència inercials en els quals un cos, lliure de qualsevol acció exterior, manté un moviment uniforme, els sistemes de referència no inercials als quals un cos lliure rep una acceleració l'origen de la qual és l'acceleració del mateix sistema de referència. Un exemple és la força centrífuga que es nota quan el vehicle que ens transporta fa un canvi ràpid de direcció, un altre exemple és la força de Coriolis, una manifestació de la rotació terrestre. La força centrífuga és fictícia i no és més que una manifestació de la inèrcia (primer principi de Newton).

### Principi d'equivalència
Atès que mai ha estat possible de trobar cap prova de la més mínima diferència entre la massa inercial (resistència d'un cos a canviar el seu estat de moviment) i la massa gravitacional (força d'interacció a un camp gravitatori), en relativitat general el principi d'equivalència estableix que localment no és possible de diferenciar un moviment de caiguda lliure (sense rotació) que es produeix en un camp gravitacional, d'un moviment uniformement accelerat en absència de camp gravitacional. Al voltant de la Terra la caiguda lliure pot ser, per exemple, una caiguda cap el Sol o el moviment d'un satèl·lit.
Aquest resultat només és local, és a dir, vàlid per un espai restringit. Per contra, a un volum amb acceleròmetres sensibles s'observarà un camp de gravetat (forces concurrents), una acceleració (forces paral·leles) i un efecte centrífug (forces divergents). Es tracta d'unificar el que és semblant als fenòmens per tal de tractar-los amb una mecànica única.
Aquesta equivalència s'utilitza a l'entrenament dels astronautes, fan pràctiques a avions que efectuen vols parabòlics on la força centrífuga compensa durant alguns minuts la força de gravetat, simulant la "caiguda lliure" d'un cos en òrbita (que en tenir una òrbita circular està indefinidament en caiguda lliure).
Des d'aquesta perspectiva, la gravitació que s'observa a la superfície terrestre és la força observada a un sistema de referència definit a un punt de la superfície terrestre que no és lliure, però sobre ell actua tota la força del nucli terrestre que és del mateix tipus que la força centrífuga que notaria una nau espacial, prou allunyat per gairebé no sentir l'atracció de la Terra, fent un canvi de direcció. O d'una altra manera, el Sol empeny un objecte a fer la caiguda lliure cap amunt; en mecànica newtoniana hom té la tendència a considerar que la caiguda lliure és una acceleració cap a baix, mentre que en aquest cas la caiguda lliure és l'estat de referència i l'estat de repòs en relació al Sol una acceleració cap amunt.
En resum, el principi d'equivalència equival a considerar que la massa inercial i la massa gravitacional representen la mateixa cosa.

### Tensor d'energia i curvatura de l'espai
Matemàticament parlant, Einstein va modelitzar l'espaitemps amb una variació pseudo-riemanniana quadri-dimesional, i la seva equació del camp gravitacional relaciona la curvatura de la varietat en un punt al tensor impuls-energia d'aquest punt, aquest tensor és una mesura de la densitat de matèria i d'energia (considerant que matèria i energia són equivalents).
Aquesta equació és la base de la famosa fórmula que afirma que la curvatura de l'espai defineix el moviment de la matèria, i la matèria defineix la curvatura de l'espai (les dues expressions són equivalents). La millor manera de representar la geometria de l'espaitemps és la d'imaginar que es comporta com una superfície elàstica afectada localment per la presència d'un objecte massiu, com una bola per exemple.
El camí més curt entre dos punts -el que queda de la definició de la "línia recta"- no serà, per tant, el mateix que en absència de deformació: si la trajectòria passa a prop de la bola el recorregut s'allargarà a causa de la depressió de la fulla de cautxú. Hom ressalta que en aquesta analogia no s'ha considerat ni el temps ni la gravetat perquè el que hom desitja és descriure'ls.
En traslladar aquesta imatge a l'espai físic, la presència d'un cos massiu afectarà a la curvatura de l'espai, i vist des de l'exterior semblarà alterar la trajectòria d'un raig de llum o d'un objecte en moviment que passi a la vora. Utilitzant una frase cèlebre de John Archibald Wheeler: La massa i l'energia li diuen a l'espai com s'ha de corbar, i la curvatura de l'espaitemps li diu a la matèria com s'ha de comportar.
En astronomia això té com a conseqüència l'efecte de lent gravitatòria (que s'anomena així malgrat no tenir ni les propietats d'una lent convergent ni les d'una lent divergent).
Aquesta noció de curvatura de l'espai explica la curvatura dels raigs lluminosos davant la proximitat d'un astre massiu, que no podia ser explicada per la llei de Newton en tant que els fotons no tenen massa.
L'equació de camp d'Einstein no és l'única solució i hi ha espai per a altres models si són d'acord amb les observacions.
La relativitat general es diferencia de les altres teories existents per la simplicitat de l'acoblament entre matèria i curvatura geomètrica, però en resta per fer la unificació entre la relativitat general i la mecànica quàntica, a més del reemplaçament de l'equació del camp gravitacional per una llei quàntica més general.
Hi ha pocs físic que dubtin que una Teoria del tot permetria la utilització de les equacions de la relativitat general dintre de certs límits d'aplicació, de la mateixa manera que la relativitat general permet de predir les lleis de la gravitació de Newton dintre dels límits de les velocitats febles (dites velocitats no relativistes).
L'equació de camp conté una paràmetre "suplementari" anomenat constant cosmològica {\displaystyle \Lambda } que va ser introduïda originalment per Einstein per tal que en un univers estàtic (un univers que no està en expansió ni en contracció) fos la solució de la seva equació.
Aquest esforç es va saldar amb un fracàs per dues raons: l'univers estàtic descrit per aquesta teoria era inestable, i les observacions de l'astrònom Edwin Hubble deu anys més tard demostraren que l'Univers era en expansió. Per tant, {\displaystyle \Lambda } fou abandonada, però recentment alguns tècnics en astronomia han demostrat que és necessari un valor no nul de {\displaystyle \Lambda } per tal d'explicar algunes observacions.
L'estudi de solucions de l'equació d'Einstein és una branca de la física anomenada cosmologia. Entre altres coses, permet d'explicar l'avançament del periheli de Mercuri, predir l'existència de forats negres, de les ones gravitacionals i d'estudiar els diferents escenaris d'evolució de l'Univers. Cal notar que el conegut astrofísic Stephen Hawking ha demostrat que un univers com el nostre comporta necessàriament certes singularitats gravitacionals.
Més recentment (octubre del 2004), les mesures fetes per mitjà de làser amb els satel·lits LAGEOS han demostrat que el camp gravitacional de la Terra genera distorsions de posicionament de la Lluna de 10 metres per any en comparació al que hom preveuria a partir de les lleis de Newton. Aquest valor difereix en un 1% del que preveu la Relativitat General.

## Aspectes matemàtics

### Necessitat d'una teoria relativista de la gravitació
Matemàticament, la força de gravitació de Newton deriva d'una energia potencial. El potencial de gravitació associat a aquesta energia potencial obeeix a l'equació de Poisson, que no és covariant sota la transformació de Lorentz. La teoria de la gravitació de Newton no és compatible amb el principi fonamental de la Relativitat especial enunciada per Einstein el 1905.
Hom se li suposa una validesa universal a aquest principi, Einstein va cercar una teoria de la gravitació que fos compatible amb ell, i el resultat fou la teoria de la relativitat general.

### Modelització de l'espaitemps
La nostra percepció intuïtiva ens indica que l'espaitemps es mostra regular i continu, és a dir, "sense forats". Matemàticament, aquestes propietats es tradueixen en el fet que l'espaitemps serà modelitzat per una varietat diferenciable de quatre dimensions {\displaystyle M_{4}}, és a dir, un espai de 4 dimensions pel qual la proximitat de cada punt s'assembla localment a un espai euclidià de 4 dimensions.

### Geometria de l'espaitemps
Aquest article segueix la convenció de tipus clàssic de Misner, Thorne i Wheeler (MTW) i adopta la notació d'Einstein.

#### Tensor mètric
La varietat diferenciable M porta una mètrica lorentziana definida per un tensor mètric g, i constitueix així una varietat lorentziana, que és un cas particular de la varietat pseudo-riemanniana.
Sigui un sistema de coordenades qualsevol {\displaystyle x^{\mu }} entorn d'un punt {\displaystyle P}, i essent {\displaystyle {\mathbf {e} }_{\mu }(x)} una base local de {\displaystyle T_{x}M}, espai tangent a la varietat del punt {\displaystyle x\in M}. Un vector tangent {\displaystyle \mathbf {w} \in T_{x}M} s'escriu llavors com la combinació lineal:
| {\displaystyle \mathbf {w} \ =\ w^{\mu }\ \mathbf {e} _{\mu }} |

Les {\displaystyle w^{\mu }} reben el nom de components contravariants del vector w. El tensor mètric {\displaystyle \mathbf {g} } és la forma bilinear simètrica:
| {\displaystyle \mathbf {g} \ =\ g_{\mu \nu }(x)\ dx^{\mu }\ \otimes \ dx^{\nu }} |

on {\displaystyle dx^{\mu }} designa la base dual de {\displaystyle {\mathbf {e} }_{\mu }(x)} a l'espai cotangent {\displaystyle T_{x}^{*}M}, és a dir, un funcional lineal sobre {\displaystyle T_{x}M} tal que:
| {\displaystyle dx^{\nu }({\mathbf {e} }_{\mu })\ =\ \delta _{\mu }^{\nu }} |

Els components {\displaystyle g_{\mu \nu }(x)} del tensor mètric varien de manera contínua a l'espaitemps. (De manera més precisa, han de ser com a mínim de la classe C²).
El tensor mètric també pot ser representat per una matriu 4x4 real simètrica:
| {\displaystyle g_{\mu \nu }\ =\ g_{\nu \mu }} |

Ara bé, tota matriu 4x4 real posseeix a priori 4 x 4 = 16 elements independents. La condició de simetria redueix aquest nombre a 10: en queden 4 elements diagonals, als quals cal afegir (16 - 4)/2 = 6 elements no diagonals. Per tant, el tensor {\displaystyle g_{\mu \nu }} posseeix només 10 components independents.

#### Producte escalar
El tensor mètric definit per cada punt {\displaystyle x\in M} de la varietat pseudo-producte escalar a l'espai euclidià {\displaystyle T_{x}M} tangent a M al punt {\displaystyle x}. Si {\displaystyle \mathbf {u} } i {\displaystyle \mathbf {v} } són dos vectors de {\displaystyle T_{x}M}, el seu producte escalar s'escriu:
| {\displaystyle \mathbf {u} \cdot \mathbf {v} \ =\ \mathbf {g} (\mathbf {u} ,\mathbf {v} )\ =\ g_{\mu \nu }\ u^{\mu }\ v^{\nu }} |

En particular, prenent dos vectors de base, s'obtenen els components:
| {\displaystyle g_{\mu \nu }\ =\ \mathbf {g} ({\mathbf {e} }_{\mu },{\mathbf {e} }_{\nu })\ =\ {\mathbf {e} }_{\mu }\cdot {\mathbf {e} }_{\nu }} |

Observació: {\displaystyle w^{\mu }} denomina els components contravariants del vector w, de la mateixa manera hom pot definir els seus components covariants:
| {\displaystyle w_{\mu }\ =\ \mathbf {w} \ \cdot \mathbf {e} _{\mu }} |

#### Distància elemental
Considerem el vector desplaçament elemental {\displaystyle d\mathbf {P} \ =\ \epsilon ^{\mu }\ \mathbf {e} _{\mu }} entre el punt P i un punt infinitesimal veí: {\displaystyle |\epsilon ^{\mu }|\ll 1}. La seva norma infinitesimal invariant és el nombre real escrit com {\displaystyle ds^{2}}, i tenim:
| {\displaystyle ds^{2}\ =\ g_{\mu \nu }(x)\ \epsilon ^{\mu }\ \epsilon ^{\nu }} |

Si els components del vector desplaçament {\displaystyle \epsilon ^{\mu }=dx^{\mu }} s'escriuen segons el costum de la física, la longitud infinitesimal s'escriu formalment com:
| {\displaystyle ds^{2}\ =\ g_{\mu \nu }(x)\ dx^{\mu }\ dx^{\nu }} |

Atenció: en aquesta equació, {\displaystyle dx^{\mu }} representa un nombre real que s'interpreta físicament com la "variació infinitesimal" de la coordenada {\displaystyle x^{\mu }}, no es tracta d'una forma diferencial!

#### Mètrica lorentziana
Amb l'adjectiu lorentziana hom vol indicar que el tensor mètric és de signatura (1,3). El principi d'equivalència assegura que és possible d'eliminar localment un camp gravitacional si hom pren un sistema de coordenades localment inercial ben escollit. A aquest sistema de coordenades localment inercial {\displaystyle X^{\alpha }} entorn del punt {\displaystyle P} precedent, l'invariant {\displaystyle ds^{2}} s'escriu:
| {\displaystyle ds^{2}\ =\ \eta _{\alpha \beta }\ dX^{\alpha }\ dX^{\beta }\ =\ -\ c^{2}\,dT^{2}\,+\,dX^{2}\,+\,dY^{2}\,+\,dZ^{2}} |

on {\displaystyle \eta _{\alpha \beta }} és el pla mètric de Minkowski. Aquí s'adopta la convenció de tipus MTW:
| {\displaystyle \eta _{\alpha \beta }\ =\ \mathrm {diag} \ (-,\,+,\,+,\,+\,)} |

A partir d'aquí s'utilitzaran les següents convencions usuals:
- un índex grec varia de 0 a 3. És associat a una magnitud de l'espaitemps.
- un índex llatí varia d'1 a 3. És associat als components espacials d'una magnitud a l'espaitemps.

Per exemple, a un sistema de coordenades localment inercial el quadrivector posició s'escriu:
| {\displaystyle X^{\alpha }\ =\ \left({\begin{matrix}X^{0}\\X^{i}\end{matrix}}\right)\ =\ \left({\begin{matrix}X^{0}\\X^{1}\\X^{2}\\X^{3}\end{matrix}}\right)\ =\ \left({\begin{matrix}c\,T\\X\\Y\\Z\end{matrix}}\right)} |

El caràcter lorentzià de la varietat M assegura que l'espai euclidià tangent a M posseeix a cada punt un pseudo-producte escalar, tenint 3 valors nets estrictament positius (associats a l'espai) i un valor estrictament negatiu (associat al temps). De manera particular, l'interval elemental de temps net que separa dues ocurrències verifica:
| {\displaystyle d\tau ^{2}\ =\ -\ {\frac {ds^{2}}{c^{2}}}\ >\ 0} |

#### Nocions generals de connexitat i derivada covariant
De manera general hom denomina connexitat {\displaystyle \nabla } a un operador que associa a un camp vectorial {\displaystyle \mathbf {V} } de l'espai fibrat tangent {\displaystyle TM} un camp d'endomorfisme {\displaystyle \nabla \mathbf {V} } de la fibració. Si {\displaystyle {\mathbf {w} }\in T_{x}M} és un vector tangent al punt {\displaystyle x\in M}, habitualment s'escriu:
| {\displaystyle \nabla _{\mathbf {w} }\ \mathbf {V} (x)\ =\ \nabla \mathbf {V} (x,\mathbf {w} )} |

Hom diu que {\displaystyle \nabla _{\mathbf {w} }\ \mathbf {V} } és la derivada covariant del vector {\displaystyle \mathbf {V} } a la direcció {\displaystyle {\mathbf {w} }}. A més, per a {\displaystyle \nabla \mathbf {V} } s'imposa la condició addicional que ha de verificar que per a tota funció f, es tingui:
| {\displaystyle \nabla _{\mathbf {w} }(f\mathbf {V} )\ =\ f\ \nabla _{\mathbf {w} }\mathbf {V} \ +\ df(\mathbf {w} )\ \mathbf {V} } |

La derivada covariant verifica les següents propietats de linearitat:
- linearitat a w, és a dir, siguin quins siguin els camp vectorials w i u i els nombres reals a i b, hom tindrà:

| {\displaystyle \nabla _{(a\mathbf {w} +b\mathbf {u} )}\mathbf {V} \ =\ a\ \nabla _{\mathbf {w} }\mathbf {V} \ +\ b\ \nabla _{\mathbf {u} }\mathbf {V} } |

- linearitat a 'V, és a dir, siguin quins siguin els camp vectorials X i Y i els nombres reals a i b, hom tindrà:

| {\displaystyle \nabla _{\mathbf {w} }(a\mathbf {X} +b\mathbf {Y} )\ =\ a\ \nabla _{\mathbf {w} }\mathbf {X} \ +b\ \nabla _{\mathbf {w} }\mathbf {Y} } |

Un cop s'ha definit la derivada covariant pels camps vectorials, pot ser estesa als camps tensorials utilitzant la regla de Leibniz: si {\displaystyle \mathbf {T} } i {\displaystyle \mathbf {S} } són dos tensors qualsevol, s'imposa que:
| {\displaystyle \nabla _{\mathbf {w} }(\mathbf {T} \otimes \mathbf {S} )\ =\ (\nabla _{\mathbf {w} }\mathbf {T} )\otimes \mathbf {S} \ +\ \mathbf {T} \otimes (\nabla _{\mathbf {w} }\mathbf {S} )} |

La derivada covariant d'un camp tensorial al llarg d'un vector w és també un camp tensorial del mateix tipus.

#### Connexitat associada a la mètrica
La connexió de Levi-Civita es defineix com l'única que a més de verificar les condicions precedents, per a qualsevol camp vectorial X, Y, Z de TM, hom tindrà:
- {\displaystyle \nabla _{\mathbf {X} }(\mathbf {g} (\mathbf {Y} ,\mathbf {Z} ))\ =\ \mathbf {g} (\nabla _{\mathbf {X} }\mathbf {Y} ,\mathbf {Z} )\ +\ \mathbf {g} (\mathbf {Y} ,\nabla _{\mathbf {X} }\mathbf {Z} )} (paral·lelisme).

- {\displaystyle \nabla _{\mathbf {X} }\mathbf {Y} \ -\ \nabla _{\mathbf {Y} }\mathbf {X} \ =\ [\mathbf {X} ,\mathbf {Y} ]}, o {\displaystyle [\mathbf {X} ,\mathbf {Y} ]} és el claudàtor de Lie de X i Y (torsió nul·la).

#### Descripció en coordenades
La derivada covariant d'un vector és un vector, i també pot ser expressada com una combinació linear de tots els vectors de base:
| {\displaystyle \nabla _{\mathbf {w} }V\ =\ \left[\,\nabla _{\mathbf {w} }V\,\right]^{\rho }\ \mathbf {e} _{\rho }\ =\ \Gamma ^{\rho }\ \mathbf {e} _{\rho }} |

on {\displaystyle \Gamma ^{\rho }} representa la component del vector derivat covariant a la direcció {\displaystyle \mathbf {e} _{\rho }} (aquesta component depèn del vector w escollit).
Per descriure la derivada covariant n'hi ha prou amb descriure la de cada un dels vectors de base {\displaystyle \mathbf {e} _{\nu }} al llarg de la direcció {\displaystyle \mathbf {e} _{\mu }}. Hom defineix llavors els símbols de Christoffel {\displaystyle \Gamma ^{\rho }{}_{\mu \nu }} dependents de 3 indexos per:
| {\displaystyle \nabla _{\mu }{\mathbf {e} }_{\nu }\ =\ \nabla _{{\mathbf {e} }_{\mu }}{\mathbf {e} }_{\nu }\ =\ \Gamma ^{\rho }{}_{\mu \nu }\ {\mathbf {e} }_{\rho }} |

La connexió de Levi-Civita es caracteritza pels símbols de Christoffel. Si apliquem la fórmula general:
| {\displaystyle \nabla _{\mathbf {w} }(f\mathbf {V} )\ =\ f\ \nabla _{\mathbf {w} }\mathbf {V} \ +\ df(\mathbf {w} )\ \mathbf {V} } |

sota la forma:
| {\displaystyle \nabla _{\mu }\mathbf {V} \ =\ \nabla _{\mu }(V^{\nu }\mathbf {e} _{\nu })\ =\ V^{\nu }\ (\nabla _{\mu }\mathbf {e} _{\nu })\ +\ dV^{\nu }(\mathbf {e} _{\mu })\ \mathbf {e} _{\nu }} |

Sabent que {\displaystyle dV^{\nu }(\mathbf {e} _{\mu })=\partial _{\mu }V^{\nu }}, s'obté:
| {\displaystyle \nabla _{\mu }\mathbf {V} \ =\ V^{\nu }\ \Gamma ^{\rho }{}_{\mu \nu }\ {\mathbf {e} }_{\rho }\ +\ \partial _{\mu }V^{\nu }\ \mathbf {e} _{\nu }} |

El primer terme d'aquesta fórmula descriu la "deformació" del sistema de coordinades amb relació a la derivada covariant, i el segon els canvis de coordinades del vector V. Els indexos repetits seran sumats i hom pot reescriure la fórmula sota la forma:
| {\displaystyle \nabla _{\mu }\mathbf {V} \ =\ \left[\,V^{\rho }\ \Gamma ^{\nu }{}_{\mu \rho }\ +\ \partial _{\mu }V^{\nu }\,\right]\ \mathbf {e} _{\nu }} |

I hom dedueix la fórmula a partir dels components:
| {\displaystyle \nabla _{\mu }\mathbf {V} ^{\nu }\ =\ \left[\,\nabla _{\mu }\mathbf {V} \,\right]^{\nu }\ =\ \partial _{\mu }V^{\nu }\ +\ \Gamma _{~\mu \rho }^{\nu }\ V^{\rho }} |

Utilitzant la fórmula de Leibniz, es demostraria que:
| {\displaystyle \nabla _{\mu }\mathbf {V} _{\nu }\ =\ \partial _{\mu }V_{\nu }\ -\ \Gamma _{~\mu \nu }^{\rho }\ V_{\rho }} |

Per calcular explícitament aquests components les expressions dels símbols de Christoffel han de ser determinats a partir de la mètrica. S'obtenen fàcilment escrivint les següents condicions:
| {\displaystyle \nabla _{\mu }\ \mathbf {g} _{\nu \rho }\ =\ 0} |

El càlcul explícit d'aquesta derivada covariant porta a:
| {\displaystyle \Gamma ^{\mu }{}_{\rho \sigma }\ =\ {\frac {1}{2}}\ g^{\mu \nu }\ \left(\partial _{\sigma }g_{\nu \rho }\ +\ \partial _{\rho }g_{\nu \sigma }\ -\ \partial _{\nu }g_{\rho \sigma }\right)} |

on {\displaystyle g^{\mu \nu }\ } són els components del tensor mètric invers, definit per les equacions:
| {\displaystyle g^{\mu \nu }\ g_{\nu \rho }\ =\ \delta ^{\mu }{}_{\rho }} |

Els símbols de Christoffel tenen una simetria en relació als indexos de base: {\displaystyle \Gamma ^{\mu }{}_{\rho \sigma }=\Gamma ^{\mu }{}_{\sigma \rho }.\ }
Observació: de vegades també es defineixen els símbols següents:
| {\displaystyle \Gamma _{\nu \rho \sigma }\ =\ {\frac {1}{2}}\ \left(\partial _{\sigma }g_{\nu \rho }\ +\ \partial _{\rho }g_{\nu \sigma }\ -\ \partial _{\nu }g_{\rho \sigma }\right)} |

tals que:
| {\displaystyle \Gamma ^{\mu }{}_{\rho \sigma }\ =\ g^{\mu \nu }\ \Gamma _{\nu \rho \sigma }} |

#### Tensor de curvatura de Riemann
El tensor de curvatura de Riemann R és el tensor de quart ordre definit pels camps de vectors X, Y, Z de M per :
| {\displaystyle \mathbf {R} (\mathbf {X} ,\mathbf {Y} )\mathbf {Z} \ =\ \nabla _{\mathbf {X} }\,(\nabla _{\mathbf {Y} }\mathbf {Z} )\ -\ \nabla _{\mathbf {Y} }\,(\nabla _{\mathbf {X} }\mathbf {Z} )\ -\ \nabla _{[\mathbf {X} ,\mathbf {Y} ]}\mathbf {Z} } |

Els seus components s'escriuen explícitament en termes de la mètrica:
| {\displaystyle R_{\mu \nu \rho \sigma }\ =\ {\frac {1}{2}}\left(\partial _{\nu \rho }^{2}g_{\mu \sigma }\ +\ \partial _{\mu \sigma }^{2}g_{\nu \rho }\ -\ \partial _{\nu \sigma }^{2}g_{\mu \rho }\ -\ \partial _{\mu \rho }^{2}g_{\nu \sigma }\right)\ +\ g_{\lambda \tau }\left(\Gamma ^{\lambda }{}_{\nu \rho }\Gamma ^{\tau }{}_{\mu \sigma }\ -\ \Gamma ^{\lambda }{}_{\nu \sigma }\Gamma ^{\tau }{}_{\mu \rho }\right)} |

Les simetries d'aquest tensor són:
| {\displaystyle R_{\mu \nu \rho \sigma }\ =\ R_{\rho \sigma \mu \nu }\ } |

| {\displaystyle R_{\mu \nu \rho \sigma }\ =\ -\ R_{\nu \mu \rho \sigma }\ =\ -\ R_{\mu \nu \sigma \rho }} |

A més el tensor verifica la relació:
| {\displaystyle R_{\mu \nu \rho \sigma }\ +\ R_{\mu \sigma \nu \rho }\ +\ R_{\mu \rho \sigma \nu }\ =\ 0} |

#### Tensor de curvatura Ricci
El tensor de Ricci és el tensor de segon ordre definit per contracció del tensor de curvatura de Riemann:
| {\displaystyle R_{\mu \nu }\ =\ g^{\rho \sigma }\ R_{\rho \mu \sigma \nu }\ =\ R_{~\mu \sigma \nu }^{\sigma }} |

Els seus components s'escriuen explícitament en funció de la mètrica:
| {\displaystyle R_{\mu \nu }\ =\ \partial _{\rho }\Gamma ^{\rho }{}_{\mu \nu }\ -\ \partial _{\nu }\Gamma ^{\rho }{}_{\mu \rho }\ +\ \Gamma ^{\rho }{}_{\mu \nu }\Gamma ^{\sigma }{}_{\rho \sigma }\ -\ \Gamma ^{\sigma }{}_{\mu \rho }\Gamma ^{\rho }{}_{\nu \sigma }} |

Aquest tensor és simètric: {\displaystyle R_{\mu \nu }\ =\ R_{\nu \mu }\ }.

#### Escalar de Ricci
L'escalar de Ricci és l'invariant definit per la contracció del tensor de Ricci amb la mètrica:
| {\displaystyle R\ =\ g^{\mu \nu }\ R_{\mu \nu }\ =\ R_{~\nu }^{\nu }} |

### Equacions de camp d'Einstein
L'equació completa del camp gravitacional d'Einstein, s'escriu:
| {\displaystyle R_{\mu \nu }\ -\ {\frac {1}{2}}\,g_{\mu \nu }\,R\ -\ \Lambda \ g_{\mu \nu }\ =\ {\frac {8\pi G}{c^{4}}}\ T_{\mu \nu }} |

on
- {\displaystyle R_{\mu \nu }} és el tensor de Ricci
- {\displaystyle g_{\mu \nu }} és el tensor mètric
- {\displaystyle R} és l'escalar de Ricci
- {\displaystyle \Lambda } és la constant cosmològica
- {\displaystyle c} és la velocitat de la llum al buit
- {\displaystyle G} és la constant gravitacional que també apareix a la llei de la gravitació de Newton.
- {\displaystyle T_{\mu \nu }} és el tensor energia-impuls

El tensor simètric {\displaystyle g_{\mu \nu }}, té 10 components independents, l'equació tensorial d'Einstein seria equivalent a un sistema de 10 equacions escalars independents. Aquest sistema de derivades parcials no lineals acoblades és habitualment el més difícil d'estudiar.

### Tensor energia-impuls
El tensor energia-impuls es pot escriure sota la forma d'una matriu 4x4 real simètrica:
| {\displaystyle T_{\mu \nu }\ =\ \left({\begin{matrix}T_{00}&T_{01}&T_{02}&T_{03}\\T_{10}&T_{11}&T_{12}&T_{13}\\T_{20}&T_{21}&T_{22}&T_{23}\\T_{30}&T_{31}&T_{32}&T_{33}\end{matrix}}\right)} |

A la matriu trobem les següents magnituds físiques:
- T00 és la densitat volúmica d'energia, que és positiva.
- T10, T20, T30 són les densitats de moment.
- T01, T02, T03 són els fluxos d'energia.
- La submatriu 3x3 de components espacial-espacial:

| {\displaystyle T_{ik}\ =\ \left({\begin{matrix}T_{11}&T_{12}&T_{13}\\T_{21}&T_{22}&T_{23}\\T_{31}&T_{32}&T_{33}\end{matrix}}\right)} |

és la matriu dels fluxos de moment. En mecànica de fluids, la seva diagonal correspon a la pressió i els altres components corresponen als esforços tangencials deguts a la viscositat.
Per a un fluid en repòs, el tensor energia-impuls es redueix a la matriu diagonal diag(ρc^2,p,p,p) on ρ és la massa volúmica i p la pressió hidroestàtica.

## Solucions particulars de l'equació d'Einstein
- La mètrica de Schwarzschild

Al buit i per a una constant cosmològica nul·la, l'l'equació d'Einstein es dedueix a:
| {\displaystyle R_{\mu \nu }\ -\ {\frac {1}{2}}\,g_{\mu \nu }\,R\ =\ 0} |

En el cas particular d'un camp central generat per un cos esfèric, la mètrica de Schwarzschild (1916) proporciona una solució exacta per a l'equació (que només és vàlida a l'exterior del cos):
| {\displaystyle ds^{2}\ =\ -\ \left(1-{\frac {2GM}{rc^{2}}}\right)c^{2}dt^{2}\ +\ {\frac {dr^{2}}{1-{\frac {2GM}{rc^{2}}}}}\ +\ r^{2}\ d\Omega ^{2}} |

on M és la massa total del cos i {\displaystyle d\Omega ^{2}} el quadrat de la distància elemental sobre l'esfera euclidiana del radi unitat en coordenades esfèriques:
| {\displaystyle d\Omega ^{2}\ =d\theta ^{2}\ +\ \sin ^{2}\theta \ d\varphi ^{2}} |

- La Mètrica Friedmann-Lemaître-Robertson-Walker, allà on l'univers és localment homogeni i isòtrop.

- L'espai de De Sitter que correspondria a un univers buit amb una constant cosmològica positiva.

- L'antiespai de De Sitter que correspondria a un univers buit amb una constant cosmològica negativa.

### El problema dels dos cossos i el problema del moviment
En relativitat general, el problema dels dos cossos no té una solució exacta, només la té el "problema d'un cos". Tanmateix hom pot trobar una solució aproximada pel que, de vegades, s'anomena "problema del moviment".

#### Einstein i el problema del moviment (1915)
Al seu manuscrit de les darreries del 1915, Einstein va començar per calcular el camp gravitatori d'un sistema de simetria esfèrica creat per un astre de massa {\displaystyle M}, quan s'és lluny del centre l'astre el camp és d'intensitat feble. Tot seguit Einstein explorava el problema del moviment d'una "partícula de prova" de massa {\displaystyle m\ll M} a aquest camp feble. Hom suposava que la partícula de prova no podia modificar el camp gravitatori creat per l'astre massiu.
D'altra banda, el principi d'equivalència havia de portar Einstein a postular les equacions del moviment de la partícula de prova de manera que les solucions fossin certes geodèsiques de l'espaitemps. Matemàticament, les geodèsiques donen la pseudodistància extrema:
| {\displaystyle \delta \ \int ds\ \ =\ 0} |

A un sistema de coordenades localment inercials {\displaystyle X^{\alpha }},aquestes equacions de moviment s'escriuen:
| {\displaystyle {\frac {d^{2}X^{\alpha }}{d\tau ^{2}}}\ =\ 0} |

on {\displaystyle \tau } és el temps net de la partícula de prova (que hom suposa massiva). A un sistema de coordenades qualsevol {\displaystyle x^{\mu }}, les equacions del moviment prenen la forma següent:
| {\displaystyle {\frac {d^{2}x^{\mu }}{d\tau ^{2}}}\ +\ \Gamma _{~\rho \sigma }^{\mu }\ {\frac {dx^{\rho }}{d\tau }}\ {\frac {dx^{\sigma }}{d\tau }}\ =\ 0} |

Les solucions d'aquestes equacions defineixen les geodèsiques del gènere temps de l'espaitemps.

#### Einstein i el problema del moviment (1938)
Al treball que va fer Einstein en col·laboració amb Léopold Infeld i Banesh Hoffmann el 1938 va demostrar que les equacions del moviment de la partícula de prova:
| {\displaystyle \delta \ \int ds\ \ =\ 0} |

deriven de les equacions de camp. Per tant, no és necessari introduir-les per mitjà d'un postulat suplementari.

### Teories
- Relativitat especial
- Teoria de la relativitat
- Gravetat

### Proves i observacions
- Proves de la relativitat general.
- Forat negre
- Forat de cuc
- Lent gravitatòria

### Matemàtiques
- Geometria diferencial
- Varietat de Rieman
- Geometria no euclidiana
- Curvatura
- Acció Einstein-Hilbert
- Línia Univers en l'Espai-Temps